# 岩井町営軌道
岩井町営軌道（いわいちょうえいきどう）は、かつて鳥取県岩美郡岩井町（現・岩美町）の岩井温泉駅と浦富町（現・岩美町）の岩美駅とを結んでいた鉄道路線である。軌道法による軌道であった。「岩井鉄道」「岩井軽便鉄道」などの呼称もある。
岩井村・岩井町が運営、岩井温泉と国鉄山陰本線とを結び、温泉客や、荒金鉱山から産出される銅鉱石を搬出していた。

## 小史
運営母体の自治体の沿革
| 1889 | （明治22） | - | 1927 | （昭和02） | 岩井村（岩井宿などが合併）               |
| 1927 | （昭和02） | - | 1954 | （昭和29） | 岩井町（岩井村に町制を施行）             |
| 1954 | （昭和29） | - |      |            | 岩美町（岩井町、浦富町など2町7村が合併） |

- 詳細は岩井郡および岩美郡を参照。

### 背景

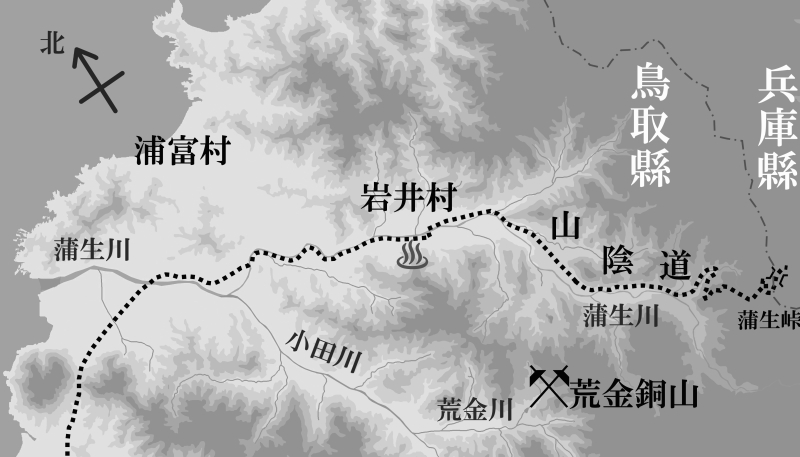
山陰本線開通前の周辺図

岩井温泉

岩井温泉は平安時代の開湯と伝わる。温泉は山陰道の経路上の峠下にあり、特に江戸時代から宿場が形成されて繁盛していた。1889年（明治22年）には温泉のある岩井宿を中心に周辺の村が合併して岩井村ができた。
山陰本線

明治末期に山陰本線が西から延伸してきて、1908年（明治41年）に鳥取駅まで開通した。その後、海岸線を通って東を目指すルートが計画されたが、岩井村では山陰道に沿って岩井温泉を通り、山中を抜けて但馬へ出るルートを陳情した。岩井村の勧める山側ルートと、浦富村、浜坂や豊岡が推す海側ルートとの間で誘致合戦になったが、岩井付近の農民の反対や海側のほうが建築費用が安いこともあり、両案の間を取ることになった。この結果、浦富村と岩井村の中間地点、温泉地からは直線距離にして4kmほどのあたりに駅ができることになった。駅名をめぐっても、岩井村と浦富村との間で争いになり、桂太郎首相によって岩美駅という名称に定められた。岩美駅は蒲生川右岸にあったのに対し、山陰道や温泉街は蒲生川の左岸にあり、直線距離は約4kmだが、実際には駅から温泉までは少し迂回する必要があった。
荒金鉱山

蒲生川の支流、荒金川の上流域では古代から金鉱があった。当時は精錬技術がなかったため、鉱（あらかね）のまま朝廷に献上していた。付近では金や銀を産し、古くから鉱山が営まれてきたが、1897年（明治30年）に有望な銅鉱脈が見つかり、経営規模が強化されていった。
山陰本線が開通する以前は、採掘した鉱石を俵詰めにして馬に背負わせ、蒲生川と小田川の合流地点にある河川港から船で運び出していた。山陰本線が通って岩美駅ができると、鉄道での輸送に切り替えられていった。

### 「およし道路」
山陰本線のルート決定前、当時の鉄道院総裁だった後藤新平が鳥取に視察に来た。この時に、岩井温泉の「木嶋屋」の女将の木嶋与志（「木島よし」など異表記がある。本項では「与志」で統一）は後藤総裁の知遇を得た。それ以来、与志は東京の後藤総裁のもとへ陳情にあがり、山陰本線の誘致を行った。陳情の効果もあって、原案では海側ルートだった山陰本線は、岩井温泉の近くを通るルートになった。
とはいえ、新駅の岩美駅から岩井温泉までは直線距離で4.0kmだったが、実際にはいちど新井地区まで迂回して山陰道まで戻る必要があった。このため与志は駅と温泉を結ぶ短絡路の建設を訴え、1912年（明治45年）にこの道路が実現した。地元ではこの道路を「およし道路」と呼んだ。1924年（大正13年）に刊行された『全国温泉案内』では、岩美駅から温泉までは「僅かに三十町」（約3.3km）であり、道のりは平坦なので岩美駅から徒歩でもすぐである、と紹介している。他に駅前からは自動車（40銭）、人力車（50銭）、馬車（30銭）の交通の便があった
一方この頃、荒金銅山では銅鉱石の採掘が本格化した。1912年（大正1年）から銅鉱石の輸送におよし道路を使うようになった。1913年（大正2年）に鉱山の所有者がかわって設備投資が行われて産出量が増え、1914年（大正3年）にはじまった第一次世界大戦によって需要が高まり、鉱石の出荷は躍進した。鉱石は、鉱山からトロッコとインクラインで相山まで運び、そこから温泉まではトロッコ、温泉で馬車に積み替えて岩美駅まで運んだ。荷馬車隊はいちどに20数輌で、これが毎日何往復もしたために、およし道路はあっという間に傷んでしまい、朝に整備しても夕方には通行不能になるような有様だった。
岩井村は鉱山に道路の補修費を負担させたが、鉱山の排水による鉱毒問題で周辺農家への補償費がかさんだり、1918年（大正7年）の大洪水 で復旧費用が膨らんだりして、道路の維持が困難になってきた。そこで村で協議を行い、鉄道（軌道）を敷設することにした。1920年（大正9年）に議決、「およし道路」の拡幅を行うとともに、軌道敷設の申請を行い、1921年（大正10年）11月30日に「岩井村営自働車軌道」として認可を得た。

### 鉄道の開業まで

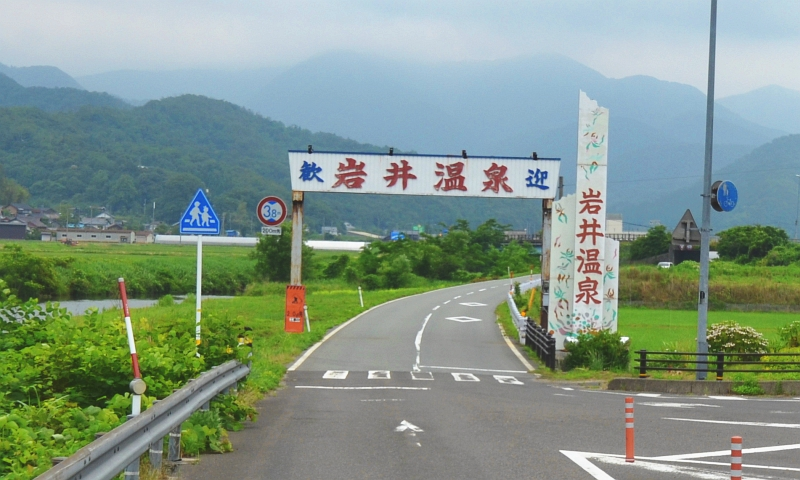
蒲生川沿いの温泉入り口（2015年）。かつてはこの川沿いを軌道が走っており、ここから800mほど川沿いを進むと終点の岩井温泉駅。

当初の認可では、翌1922年（大正11年）5月いっぱいで軌道敷設工事を終わらせることになっていた。ところが技術者不足で測量すらままならず、完成期限の2週間前になって着工時期の延期願を出すはめになった。このときは「同年8月いっぱい」までに着工するとしていたが、実際にはもっと先まで着工に至らなかった。
この間、1923年（大正12年）に鉱山王の久原房之助が荒金鉱山を買収し、鉱山は久原鉱業の傘下になった。久原は設備投資を行い、坑内の近代化を図った。岩井村営軌道の敷設工事に目処が立ったのも久原によるものだった。系列会社の久原軌道工業から送り込んだ鉄道技術者によって1925年（大正14年）6月末から工事が始まり、12月に完成した（竣工届の日付は翌1926年（大正15年）1月4日付）。「運輸開始日」は1926年（大正15年）1月20日となっている。
鉄道事業の申請時の趣意書には、温泉客は「一ヶ年延人員約10万人を踰（こ）え」なおも「著しく激増の趨勢」としている。一方、鉱山については「年産額約8000トン」としながらも、「近年経済界の恐慌」のため「搬出を中絶」しているとある。当初、国に提出した案では鉱石輸送に頼らずとも、温泉客と若干の農産物の輸送で黒字を見込めるという計画だった。しかし工事が頓挫し、荒金鉱山が久原傘下となったのち、事業計画が大きく変更になった。岩井温泉の駅の位置を大きく変えるとともに、鉱山の鉱石輸送の便をはかることになった。これに伴い、当初予定していた敷設距離「2マイル半（≒4.02km）」から、「2マイル18チェーン（≒3.58km）」に変更になっている。
「岩井町営軌道秘録」を著した安保彰夫は、こうした変更は当初から織り込み済みだっただろうと指摘している。安保によれば、本来は「旅客輸送」のための路線で、しかも路線規模が小さいにもかかわらず、無蓋貨車が「異様に」多く、客車の保有数が3輛に対して無蓋貨車は9輛となっていた。この鉄道事業には県の補助金や町の公金もあてがわれていて、商工会と久原鉱業からの寄付金も含めると、補助金・寄付金収入は鉄道事業そのものの営業収入とほぼ同額にのぼっている。安保は、これらの公的補助金を受けるために、当初は私企業である久原鉱業が関わっていないような形で認可を得たのだろうと推測している。安保は、申請上は旅客輸送のための路線として認可を受けているが、実態は鉱石輸送が「主たる目的」だったと述べている。

### 開業とその効果

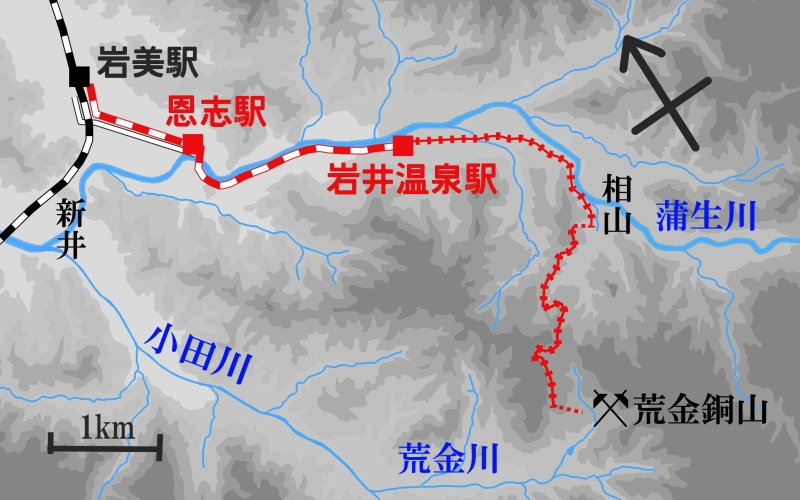
軌道周辺の概略図

鉄道開通によって岩井温泉は最盛期を迎えることになった。この頃、まだ鳥取県内にはほかに便のよい温泉地が乏しく、京阪神をはじめ各地から客が集まるようになった。鳥取県内の全宿泊客の半分を岩井温泉が占めるようになり、県の遊興飲食税の6割は岩井温泉からのあがりだった。島崎藤村が岩井温泉を訪れたのもこの頃である。荒金鉱山の労働者たちも盛んに温泉に遊びにやってきて、旅館は10数軒ならび、料亭ができ、30人あまりの芸者がいて、人力車や馬車が20台ほども集まった。
当時の内務省の統計に拠れば、1926年（大正15年）には18,223円余の旅客収入があり、これに加えて郵便・荷物・鉱石の輸送収入が5,727円あった。
鉱山では坑内からトロッコとインクラインによって鉱石を岩井温泉まで運び、そこから鉄道で岩美駅まで輸送するようになった。採掘量は最盛期を迎え、従業員600人から700人、月の産出量は200トンから250トンにも及んだ。
安保は、ここでも「申請」と「実情」に乖離があったことを指摘している。書類上はあくまでもこの路線は岩美駅から岩井温泉までであり、久原鉱業の貨物線の運ぶ鉱石は岩井温泉駅でいちど積み替えるということになっていた。しかし実際には岩美駅と久原鉱業の貨物線の終点（相山）まで貨物列車が直通運転をしていた。安保によれば、「町営」といいながらも、寄付金だけでなく、運行の実務や事務処理に至るまで実際には久原鉱業側の人員が担っており、久原鉱業の「専用軌道に近いもの」だったとしている。

### 経営悪化と相次ぐ災害
荒金鉱山では経営の拡大につれて荒金川・小田川流域農地への鉱毒問題が広がってゆき、被害補償の負担が増えていった。川床の下を通る水路を整備したり、水質改善のための石灰を無償供与したり、収穫減の差額を金銭補償するなどした。一方、鉱石の採掘量はしだいに減っていった。鉱石の搬出は鉄道輸送から小田川沿いの道路を使ったトラック輸送に切り替えが始まり、町営軌道の貨物収入の減少となって採算の悪化を招いた。さらに、レールの交換費用や車輌の修理費用が鉄道事業の収支を圧迫し、1931-32（昭和6-7）年ごろから経営は苦しくなっていった。
ひところは鳥取随一の繁盛をみせた岩井温泉だが、県内各地の交通網の発達や新温泉の発見にともなってほかの温泉地にも客が集まるようになり、岩井温泉の客足は衰え始めた。温泉街に大打撃を与えたのが1934年（昭和9年）6月6日に発生した大火災（岩井の大火）である。強風によって火は温泉街全域に広がり、甚大な被害を出した。216戸あった住宅のうち149戸が焼失したほか、金融機関や郵便局、警察署など非住宅の建造物も177棟が全焼した。
この年の秋の室戸台風が鉄道の経営難に追い打ちをかけた。この台風によって、岩井軌道でも線路が流失するなど、大きな被害を受けた。年度の営業日数は174日にとどまり、赤字に転落した。翌1935年（昭和10年）も復旧に時間がかかり、40日しか営業できなかった。
1936年（昭和11年）にようやく営業を再開し、新型車の導入などの設備投資も行われた。これによって事業は再び好転に向かったかのようだった。しかし1931年（昭和6年）の満州事変、1937年（昭和12年）の日中戦争と時局は悪化の一途をたどり、1939年（昭和14年）頃には整備・修理用の鉄の入手が不可能となり、レールの補修もままならなくなった。経営難のため所有車両を仙台鉄道へ売却するという話も出たが、この時はなんとか踏みとどまった。
1943年（昭和18年）9月10日に発生した鳥取地震は、鉱山に壊滅的な打撃となった。この地震で坑内の設備が壊滅したうえ、坑外に設けられていた堰堤が崩壊して鉱泥が流出、鉱員の宿舎32棟と付近の住宅15棟を押しつぶし、死者行方不明者62名の惨事となった。これ以後、鉱山では坑内の掘削が不能に陥り、沈殿銅の採取のみ行うようになった。

### 休業と廃止

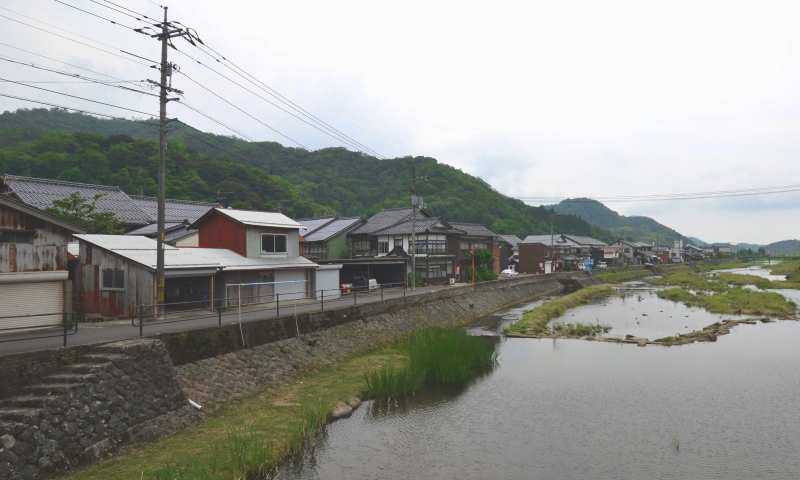
かつて堤上を軌道が走っていた岩井温泉中心街の蒲生川岸（2015年）。この付近は岩井温泉駅を過ぎて鉱山軌道に入ったあたり。

1943年（昭和18年）の地震によって軌道は休業に陥った。町では善後策を講じ、ひとまず自動車での運行に切り替えて存続をはかるため、鉄道大臣に代替免許の申請を行った。この申請書によれば、「軌道事業の公債の償還」が8万円余り残っているうえに休業中の職員の手当も必要で、ただ町の税収で埋め合わせするだけでは窮乏するため、自動車輸送での事業継続の必要があるとことだった。しかし、戦時中で手続きが進まず、許可が得られないままだった。当時の町長が大阪の鉄道局長の佐藤栄作に相談したところ、事業の休止を勧められ、営業休止の手続きを行った。このため、書類上の「休止日（休止届）」は1944年（昭和19年）1月11日となっている。
休止後、遊休になってしまった鉄道設備や車両は、北海道の炭砿や千葉県の九十九里鉄道へ供出された。これと引き換えに、岩美町の負債12万円が免除された。
翌1944年（昭和19年）9月16日から18日にかけて、鳥取を大雨が襲った。各地で堤防が決壊し、前年の地震で崩壊していた鉱泥を押し流して水田に流れこみ、鉱毒の被害が広範囲に拡大した。これで銅山は閉山になった。一帯の水田では数年の間、全く米が収穫できなくなった。
手続き上はあくまでも「休止」であったものの、荒金鉱山が事実上廃坑となって事業の再開の見通しはなく、終戦の混乱の影響もあって岩井町では鉄道事業は「廃止」となったものと見なしていた。しかし書類上は「営業休止」のままになっており、1964年（昭和39年）になってようやく正式に廃止許可手続きが行われた。このため記録上は1964年（昭和39年）3月27日が「廃止」日となっている。

### 年表
- 1921年（大正10年）11月30日 岩井村営自働車軌道として軌道法による特許取得[1]。当初は自動車改造の気動車導入を計画していたが取りやめられた。
- 1925年（大正14年）4月4日 岩井村営自働車軌道を岩井軌道（岩井村営）に変更[24]
- 1926年（大正15年）
  - 1月20日 岩井村営軌道として開業[25]。ガソリン機関車・気動車（ガソリンカー）による運行。旅客営業のみ[26]。
  - 4月1日 連帯運輸開始[26]。
  - 4月 貨物営業開始[26]。
- 1927年（昭和2年）6月10日 岩井村の町制施行により、岩井町営となる。
- 1934年（昭和9年） 同年6月6日の岩井温泉街大火（温泉街の旅館・民家など建物216棟のうち149棟が全焼）、同年9月の室戸台風による軌道の流失など、相次ぐ被害で運行休止[27]。
- 1936年（昭和11年）2月 運行再開。
- 1944年（昭和19年）1月11日 休止[28]。その後線路撤去され、実質的には廃線状態になっていた。
- 1954年（昭和29年）7月1日 市町村合併により岩井町が岩美町となるが、岩美町では営業運転は行われていない
- 1964年（昭和39年）3月27日 正式に廃止[28]。

## 路線と駅

### 路線データ
- 路線距離：岩井温泉駅 - 岩美駅 3.4km[28]
- 軌間：762mm[28]
- 駅数：3駅（起終点駅含む）
- 複線区間：なし（全線単線）
- 電化区間：なし（全線非電化）

### 路線と駅の概況
1934年（昭和9年）4月の時刻表によれば、岩井温泉と岩美駅との間は片道所要時間14分で、朝4時台から夜0時台まで、一日16往復運行していた。片道の運賃は15銭である。
開業当初は片運転台式（単端式気動車）の車両「ジハ」を使っていたので、岩美駅と岩井温泉駅には転車台があった。のちに洪水で線路を喪失したり、片運転台式の車両を使わなくなったため、配線に変更があったと考えられている。
岩井温泉と岩美のあいだには列車交換できる施設はなく、全線単線だった。両駅の中間で蒲生川を渡る橋があるが、その右岸に恩志駅があった。このほか、岩井と恩志の間にある坂上（さかげ）集落では、住民の求めにより臨時停車・客扱いをすることがあった。恩志と岩美駅との間では道路と並走していたが、1939年（昭和14年）当時の乗車記によれば、途中で後発のバスに追い抜かされるような速度だったという。
国鉄とは岩美駅経由で連帯運輸を行っており、東京駅、山手線各駅や東海道本線主要駅をはじめ、全国で切符を買うこともできた。

## 輸送・収支実績
| 年度           | 人員（人） | 貨物数量（噸） | 営業収入（円） | 営業費（円） | 営業益金（円） | 雑収入（円）             | 雑支出（円） | 支払利子（円） | 借入金償還（円） |
| -------------- | ---------- | -------------- | -------------- | ------------ | -------------- | ------------------------ | ------------ | -------------- | ---------------- |
| 1925（大正14） | 20,881     | -              | 2,504          | 5,072        | ▲ 2,568        |                          |              | 3,777          |                  |
| 1926（昭和元） | 53,185     | 11,750         | 18,611         | 13,189       | 5,422          |                          | 雑損1,960    | 5,735          |                  |
| 1927（昭和2）  | 72,956     | 11,063         | 20,268         | 13,480       | 6,788          |                          |              | 5,116          |                  |
| 1928（昭和3）  | 69,423     | 12,163         | 21,168         | 11,369       | 9,799          | 自動車寄付金 5,821       |              | 4,847          |                  |
| 1929（昭和4）  | 69,919     | 13,042         | 22,390         | 11,294       | 11,096         |                          | 7            | 4,690          | 5,134            |
| 1930（昭和5）  | 63,471     | 12,155         | 19,845         | 10,005       | 9,840          |                          | 自動車270    | 3,833          | 5,550            |
| 1931（昭和6）  | 63,368     | 10,574         | 15,078         | 8,103        | 6,975          |                          |              | 3,096          | 5,072            |
| 1932（昭和7）  | 46,726     | 8,272          | 12,649         | 8,650        | 3,999          |                          |              | 1,013          | 3,121            |
| 1933（昭和8）  | 43,888     | 8,642          | 14,140         | 10,822       | 3,318          |                          |              | 2,197          | 7,281            |
| 1934（昭和9）  | 27,737     | 3,999          | 7,442          | 8,208        | ▲ 766          |                          |              |                |                  |
| 1935（昭和10） | 6,764      | 1,080          | 7,442          | 8,208        | ▲ 766          |                          |              |                |                  |
| 1936（昭和11） | 47,488     | 16,357         | 報告書未着     |              |                |                          |              |                |                  |
| 1937（昭和12） | 58,389     | 8,494          | 報告書未着     |              |                |                          |              |                |                  |
| 1939（昭和14） | 53,214     | 7,935          | 14,310         | 14,687       | ▲ 377          | 一般会計より繰入金 3,064 |              | 3,105          |                  |
| 1941（昭和16） | 72,291     | 6,370          | 18,926         | 21,915       | ▲ 2,989        | 寄付金2,038              |              | 1,072          |                  |

- 鉄道省鉄道統計資料、鉄道統計資料、鉄道統計

## 車両
開業当初の車両は、機関車1両、ガソリン気動の客車（自動軌客車）1両、無動力の客車（附随客車）2両に、有蓋貨車1両、無蓋貨車9両だった。その後1936年（昭和11年）にガソリン式の客車（自動機客車）を1両追加購入している。これと前後して旧型の客車が廃されたとの記録があるが、いくつかの記録で齟齬があり、はっきりしない。
| 形式名       | 車種           | 導入時期   | 製造者       | 購入               |
| キハ1号      | ガソリンカー   | 1924年7月  | 日本鉄道事業 | 日本鉄道事業       |
| 2号          | 附随客車       | 1924年7月  | 日本鉄道事業 | 日本鉄道事業       |
| 3号          | 附随客車       | 1927年     | 日本鉄道事業 | 日本鉄道事業       |
| キハ104      | ガソリンカー   | 1936年6月  | 日本車輌     | 日本車輌           |
| モンタニア号 | ガソリン機関車 | 1925年6月  | コッペル     | オットライメルス社 |
| プリムス号   | ガソリン機関車 | 1926年2月  | プリマス     | 日本鉄道事業       |
| トブ、ト     | 無蓋貨車       | 1926年11月 | 丸山車輌     | 丸山車輌           |
| ワ1号        | 有蓋貨車       | 1926年4月  | 丸山車輌     | 丸山車輌           |

### 客車
キハ1号
客車のうち2両は運行開始前の1924年（大正13年）7月18日に発注されたものである。このうちガソリン駆動のエンジンを備えていた「自動軌客車」は当初は「ジハ」と呼ばれていたが、のちに「キハ1号」と呼ばれるようになった。4気筒のガソリンエンジンはアメリカのレロイ社(en:Lycoming Engines)製で、20馬力の能力があった。木製の車体は最大長「14呎11吋3/4」（約4565ミリ）、最大幅「5呎11吋」（約1803ミリ）、最大高「9呎1/2」（約2895ミリ）、12人乗りで片側に運転台があった。
この車両の特徴は動力伝達方式にあり、非常に珍しい「摩擦円盤式」が採用されていた。これは2つの大型の鋳造円盤の摩擦によって動力を伝えるもので、摩擦係数をあげるために回転輪の表面に皮革、松脂などを塗布していた。しかしその摩耗が激しいうえに、円盤の摩擦のみで動力を伝えることから大馬力を得ることができない「機構的に不完全」なもので、日本国内では数例しかみられない。新潟県の栃尾鉄道で使用された「キ1」が同型車である。
単端式気動車の「キハ1号」は片側にしか運転台がなく、岩美駅と岩井温泉駅には転車台が設けられていた。この車両がいつまで使用されていたかは不明瞭で、町の帳簿上は1939年（昭和14年）まで部品の交換や修理の記録が残されている。

2号
キハ1号と同時に導入した12人乗りの附随客車で、当初は「フハ」、のちに「2号」と呼ばれるようになった。無動力で、手動のブレーキを有しており、寸法はおおむねキハ1号と同じである。図面が残されているものの、水雷形ベンチレーターの向きが実車とは異なっている。
2号はキハ1号と連結されて運用されていた。鉄道統計上、2号は1940年（昭和15年）に除籍となっている。

3号
1927年（昭和2年）に納車になった客車で、20人乗りである。車体の幅、高さはキハ1号、2号とほぼおなじだが、最大長は「17呎10吋1/2」（約5448ミリ）と長く、自重も2号の3倍ほどある。
3号は機関車牽引の貨客混合列車で使用され、岩井軌道が1944年（昭和19年）に休止となった後は北海道の炭砿で走った。

キハ104
1936年（昭和11年）に導入された両運転台の新型車で、フォード社製の4気筒エンジンを備え、27馬力の「自動機客車」である。最大長6000ミリ、最大幅2100ミリ、最大高3000ミリと従前の客車よりも大きく、30人乗りで、自重は6.04トンあった。運行当時の乗車記によれば、車体は「薄青色」に塗装されていた。
この車両の導入にあたっては、認可された規格を超過する大型のためか本来行われるべき許認可手続きが行われた形跡がない。1936年（昭和11年）の鉄道統計には反映されているが、これに鉄道省の審査部署がきづかなかったと見られる
岩井軌道の休止後は九十九里鉄道に移され、「キハ301」として走った。1944年（昭和19年）12月に提出された申請書には認可された規格を超過した数字が記入されていたが当局が勝手に誤記と判断し訂正を指示し1945年（昭和20年）3月何事もなく認可された。

### 機関車
モンタニヤ号
「モンタニア号」（資料によっては「モンテニヤ号」）は3トンのガソリン機関車である。コッペル社のモンタニア工場製で、軌間や馬力に差異はあるものの茨城県の笠間稲荷軌道で走っていたものと同型である。
最大長3114ミリ、最大幅1250ミリ、最大高2100ミリで、2気筒10馬力のエンジンを搭載していた。開業前の1925年（大正14年）6月に購入契約を結んでおり、岩井軌道が休止になる1944年（昭和19年）まで走っていた。その間、1935年（昭和10年）にエンジンが壊れ、自動車用の6気筒エンジンに換装されている。その際には、ラジエーターグリルも自動車用のものがそのまま装着された。
休止後の動静は不詳だが、廃車になったものと考えられている。

プリモウス号
「プリモウス号」（資料によっては「プリムス号」）は4トンのガソリン機関車である。プリマス社製で、全長「11呎」（約3352ミリ）、幅「5呎5吋3/4」（約1670ミリ）、高さは「5呎5吋」（約1651ミリ）である。
開業後の1926年（大正15年）2月28日に購入しており、トロッコ仕様のピン・リンク式連結器を備えていた。プリムス号は岩美から鉱山近くまで貨車を牽引して直通運転をしていた。岩井軌道の休止後は北海道の炭砿に送られた。

### 貨車
無蓋貨車
もともとの計画では積載量3トンの無蓋の貨車のうち、ブレーキあり（トブ）6両、ブレーキなし（ト）3両を導入する予定だった。しかし発注後に、ブレーキのないト形にもブレーキの設置改修を行い、全車ともブレーキありとなった。こうした経緯で当時の車両記録に混乱があり、全部で13両という誤記がある。

有蓋貨車
有蓋の貨車は1両のみ導入された。「ワ1号」と呼ばれたこのタイプは2.5トンの積載量を有していた。

### 車両の導入経緯
主要な車両はすべて日本鉄道事業を通して調達された。「弱小メーカー」だった同社にこれだけの車両を一度に発注するのは不自然であるうえ、「キハ1号」は主流ではない動力方式である。機関車も同型を2両揃えれば保守整備の効率化がはかれるのに、あえて別型とし、しかも「プリモウス号」は「モンタニア号」（これは日本鉄道事業社経由ではない）よりも75%も割高の価格だった。
日本鉄道事業と荒金鉱山を経営していた久原鉱業は所在地が同じで、業務上も両社の関係があった。「岩井町営軌道秘録」は、これらの車両が導入されたのは、公営の鉄道事業とはいえ、事実上の運営者だった久原鉱業の意向によるものだろうと指摘している。